# Ларш Лагербек
Ларш Лагербек (на шведски: Lars Lagerbäck) е шведски футболен треньор През дългата си треньорска кариера е водил националните отбори на родината си Швеция, Нигерия, Исландия и Норвегия.

## Футболна кариера
От дете Лагербак играе за Албю. След като завършва училище, учи икономика, като съчетава ученето с футбола. От 1970 г. до 1974 г. играе в Имонес, а едновременно с това е и счетоводител на клуба.

## Треньорска кариера
От 1977 г. до 1982 г. е старши треньор на Шилафорш. През 1983 г. се присъединява към Арбро, където остава до 1985 г. От 1987 до 1989 е треньор на Хюдиксвалс. През 1990 застава начело на младежкия национален отбор на страната, където се превръща в откривател на Фредрик Юнгбери.

### Национален отбор на Швеция
През 1996 става треньор на Б националният отбор, а през 1998 г. – помощник-треньор в първия отбор. През 2000 г. става съ-треньор, като споделя позицията с Томи Сьодербери до 2004 г. До 2008 г. отборът не пропуска голям футболен форум под неговото ръководство, но през 2009 г., в световните квалификации, отборът остава след Дания и Португалия, и Лагербак подава оставка.

### Нигерия
На 26 февруари 2010 г. подписва договор с Нигерийската футболна федерация до края на Мондиал 2010.

### Исландия
На 4 октомври 2011 г. е обявен за треньор на националния отбор на Исландия. В квалификациите за Световното първенство през 2014 г. Исландия прави фурор, завършвайки на второ място в групата след Швейцария, изпреварвайки отбори като Словения и Норвегия. В следващия квалификационен цикъл Исландия затвърждава добрите си игри, записвайки две победи над бронзовия медалист от световното първенство – Холандия, класирайки се на второ място, и за пръв път изобщо на голям футболен форум. На Евро 2016 Исландия прави фурор, достигайки до 1/4-финалите, като по пътя си побеждава Англия и завършва наравно с Португалия, преди да отпадне от домакина Франция. След края на Евро 2016 Лагербек напуска поста на старши треньор на националния отбор на Исландия.

### Норвегия
От 1 февруари 2017 г. е старши треньор на националния отбор на Норвегия.